# Philipp Schmidt (Bibliothekar)
Philipp H. Schmidt (* 31. Juli 1893 in Basel; † 8. September 1979 ebenda) war ein Schweizer Bibliothekar, Autor, Redakteur und Tierschützer.

## Leben und Werk

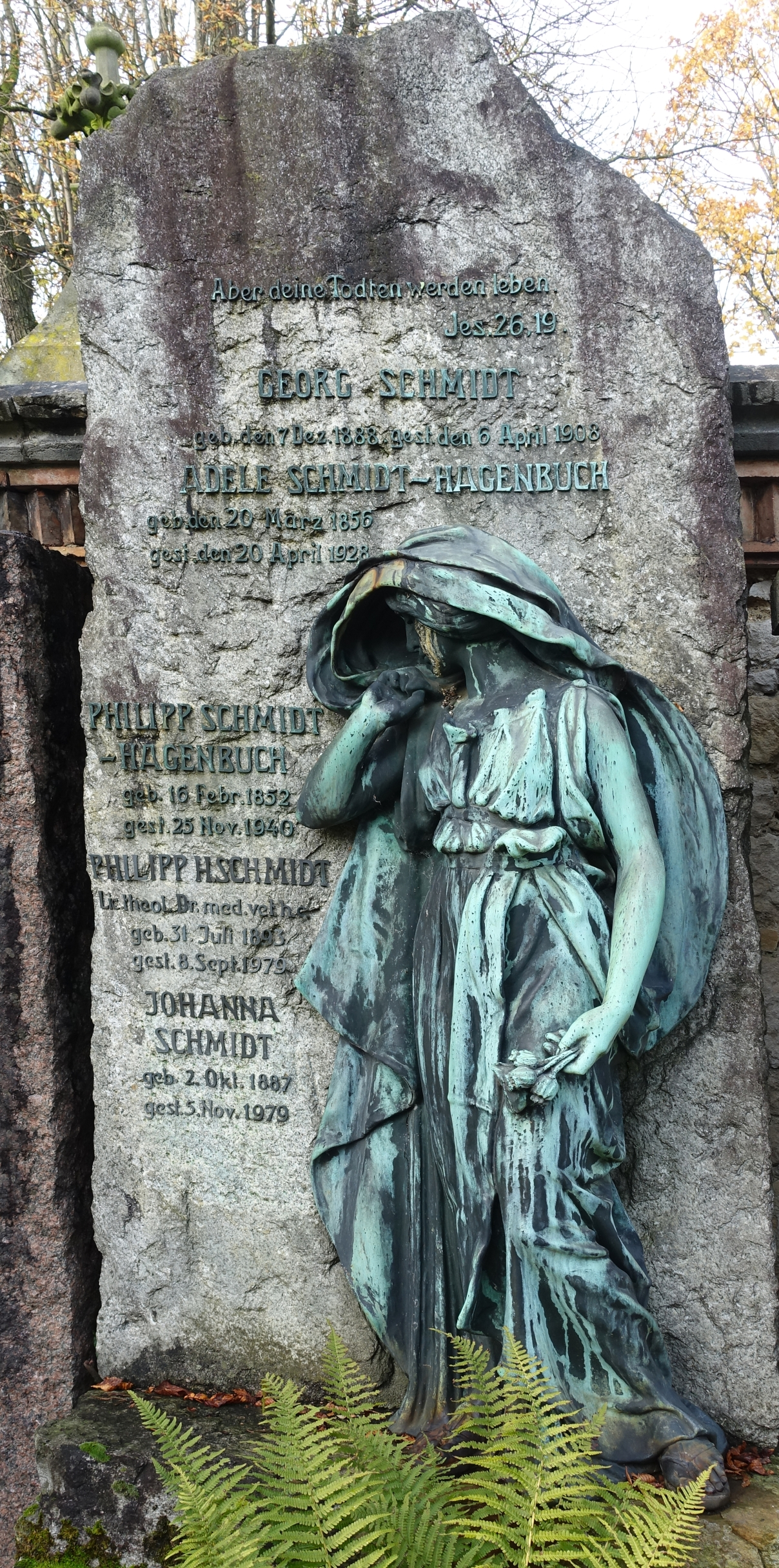
Grab auf dem Wolfgottesacker in Basel.

Philipp Schmidt war ein Sohn von Philipp Schmidt (1852–1940), Inhabers einer Reitanstalt und Pferdepension, und der Adele (1856–1928), geborene Hagenbuch. Er besuchte das Humanistische Gymnasium Basel. Nach bestandener Matura absolvierte er auf väterlichen Wunsch ein Theologiestudium an der Universität Basel, das er mit dem Lizenziatsexamen abschloss. Da sich Schmidt weder für eine pfarramtliche Tätigkeit noch für eine akademische Laufbahn interessierte, trat er 1917 in den Stab der Universitätsbibliothek Basel ein, dem er bis 1955 angehörte.
1918 kam seine Übersetzung von Thomas de Celsano über das Leben von Franz von Assisi heraus. Aus seiner Tätigkeit in der Handschriften-Abteilung gingen 1919 seine Publikationen über Die Bibliothek des ehemaligen Basler Dominikanerklosters in Basel und 1926 das grosse Tafelwerk Handschriftproben zur Basler Geistesgeschichte des 15. Und 16. Jahrhunderts hervor. Als Kurator der Bibelsammlung der Basler Bibelgesellschaft verfasste Schmidt den Folienband Die Illustration der Lutherbibel von 1522 bis 1700. Im bibliothekarischen Bereich wurde er bekannt als Redaktor des 1939 begründeten Schlagwortkatalogs der Universitätsbibliothek.
Als engagierter Tierschützer eignete sich Schmidt profunde Kenntnisse in der Zoologie an und betreute in späteren Jahren auch dieses Fach. Zudem war er während 42 Jahren aktives Mitglied des Vorstands des Basler Tierschutzvereins sowie 23 Jahre lang ehrenamtlicher Redaktor der Schweizerischen Blätter für Naturschutz.
Schmidt schrieb u. a. die Bücher Das Jahr des Rehes, Der Hirsch in unseren Bergen und Das Wild in der Schweiz. Zudem war in der Redaktionskommission der Zeitschrift Natur und Mensch tätig. Für seinen Einsatz zum Wohle der Tiere wurde ihm 1966 von der Veterinär-medizinischen Fakultät der Universität Zürich der Ehrendoktor-Titel verliehen.
Schmidt lebte mit seiner sechs Jahre älteren Schwester Johanna (1887–1979) in der St. Alban-Vorstadt. Mit ihrem Einverständnis setzte er 1966 die Christoph Merian Stiftung zu seiner Alleinerbin ein. Philipp Schmidt fand seine letzte Ruhestätte auf dem Wolfgottesacker in Basel. Seine Schwester verstarb zwei Monate später.